# راکی ریج (یوتا)
راکی ریج (به انگلیسی: Rocky Ridge) شهری در ایالت یوتا کشور ایالات متحده آمریکا است که جمعیت آن در سرشماری سال ۲۰۱۰ میلادی، ۷۳۳ نفر بوده‌است.